# Dahomeyreligion
Dahomeyreligion var den inhemska religionen inom Fon-kungariket Dahomey i nuvarande Benin i Västafrika. 
Dahomeyreligion är en av beståndsdelarna i Haitivoodoo och andra afroamerikanska religioner som skapades genom synkretism av offer för den transatlantiska slavhandeln. 
Det är en polyteistisk religion och har ett panteon av flera gudar och andar. I centrum för religionens skapelse står en gudomlig trio bestående av den stora men passiva skaparmodern Nana Buluku och hennes tvillingar gudinnan Mawu och guden Lisa (ibland kombinerade som den enade anden Mawu-Lisa), som gifte sig med varandra och skapade världen, människorna, djuren och växterna på fyra dagar. 
Utöver dessa tre stora gudar finns mindre gudar som assisterar människorna.